# Hendrik Pekeler
Hendrik Pekeler (Itzehoe, 2 luglio 1991) è un pallamanista tedesco, pivot del THW Kiel e della nazionale tedesca.